# Spatholobus suberectus
Spatholobus suberectus är en ärtväxtart som beskrevs av Stephen Troyte Dunn. Spatholobus suberectus ingår i släktet Spatholobus och familjen ärtväxter. Inga underarter finns listade i Catalogue of Life.